# Syców
Syców (niem. Groß Wartenberg, do 1888 Polnisch Wartenberg) – miasto w województwie dolnośląskim, w powiecie oleśnickim, należące do aglomeracji wrocławskiej, siedziba gminy miejsko-wiejskiej Syców.
Syców otrzymał lokację miejską w 1276 roku. Dawniej Wolne Państwo Stanowe. Do 1945 roku majątek ziemski w Sycowie należał do książęcej dynastii Bironów.
Według danych GUS z 1 stycznia 2023 r. Syców zamieszkiwało 9946 osób (387. miejsce w kraju). Powierzchnia miasta zajmuje 17,06 km² (356. miejsce w kraju).

## Położenie

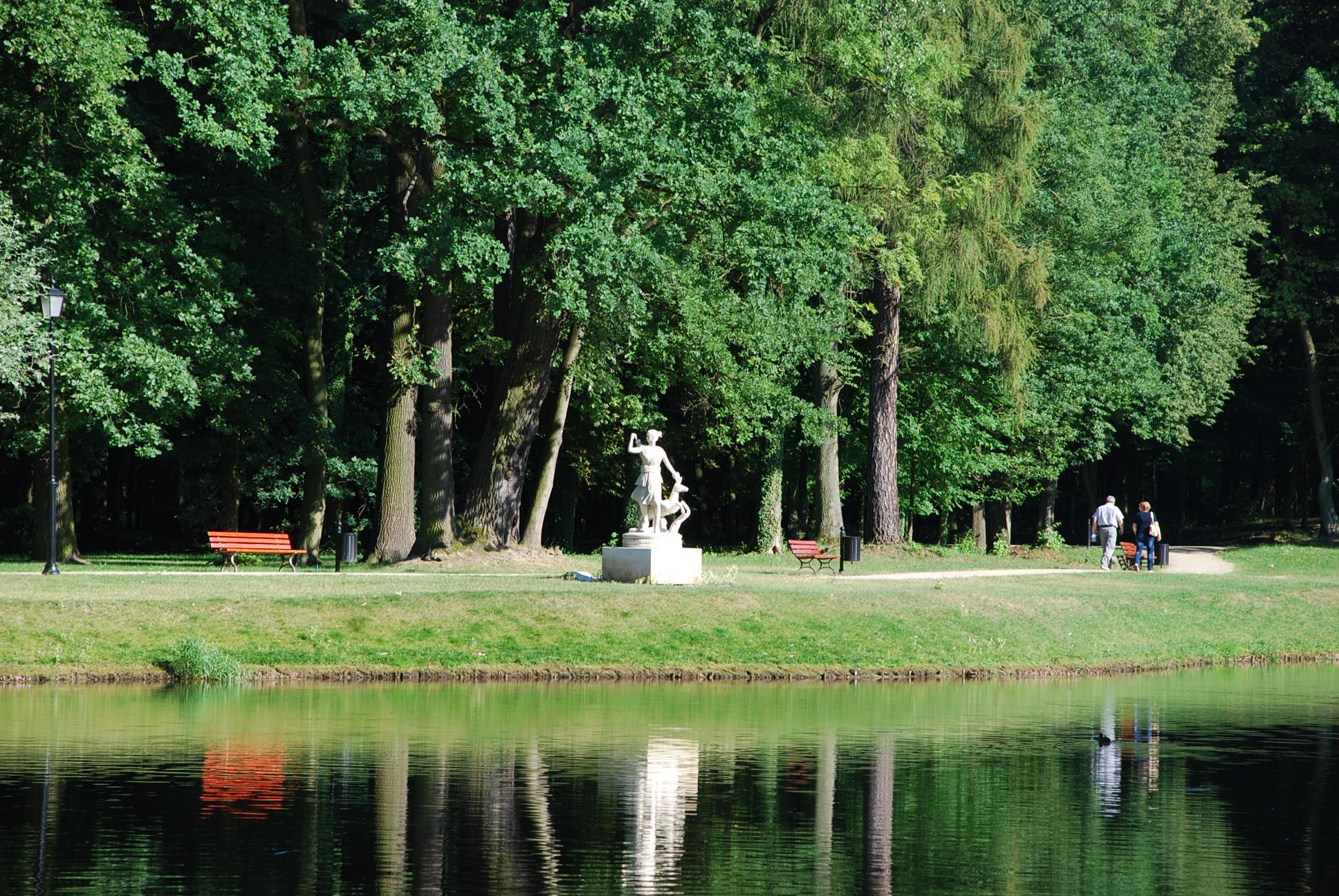
Park w Sycowie

Miasto położone jest na pograniczu Wzgórz Twardogórskich i Wzgórz Ostrzeszowskich, nad Młyńską Wodą, lewym dopływem Baryczy.
Historycznie leży na Dolnym Śląsku. W latach 1975–1998 administracyjnie należało do woj. kaliskiego. Przed 1975 było siedzibą powiatu sycowskiego w ramach starego województwa wrocławskiego.

## Nazwa
Nazwa miejscowości została zachowana w źródłach pochodzących z końca XIII w., w zapisach: Syczowe (1276), Syczów (1286) i Syzow (1295). Zapisy te świadczą, iż formą pierwotną nazwy jest Syców; jest to nazwa dzierżawcza od n. osobowej Syc (a zatem była to własność Syca). Syc z kolei to n. os. notowana już od 1166 r. (jako Siz), odapelatywna – oznaczająca „skąpiec”, mogąca też stanowić zdrobnienie od Sylwestra.
W księdze łacińskiej Liber fundationis episcopatus Vratislaviensis (pol. Księga uposażeń biskupstwa wrocławskiego) spisanej za czasów biskupa Henryka z Wierzbna w latach 1295–1305 miejscowość wymieniona jest w zlatynizownej formie districtus Syczow sive Wartinbergk. Kronika ta wymienia również wsie, które w procesach urbanizacyjnych zostały wchłonięte przez miasto i stanowią jego części bądź dzielnice jak np. Koźle Małe w formie villa Chosa
W pruskim urzędowym dokumencie z 1750 roku wydanym języku polskim w Berlinie przez Fryderyka Wielkiego miasto wymienione jest pośród innych śląskich miejscowości jako Sycowo oboie, co potwierdza istnienie dwóch osad w tym miejscu. Polską nazwę Syców w książce „Krótki rys jeografii Szląska dla nauki początkowej” wydanej w Głogówku w 1847 wymienił śląski pisarz Józef Lompa.
W alfabetycznym spisie miejscowości na terenie Śląska wydanym w 1830 roku we Wrocławiu przez Johanna Knie miasto występuje pod obecnie używaną, polską nazwą Syców oraz nazwą niemiecką Polnisch Wartenberg. Spis wymienia również zamek sycowski we fragmencie „Wartenberg Schloss, Zomek Szyczowski”. Niemiecki leksykon geograficzny Neumana wydany w 1905 roku notuje nazwę miejscowości jako Polnisch Wartenberg oraz Gross Wartenberg. Od 1946 oficjalna nazwa miasta brzmi Syców.

## Historia
Wczesnośredniowieczna osada targowa powstała na ważnym szlaku handlowym tzw. bursztynowym.

### Wiek XIII–XVIII

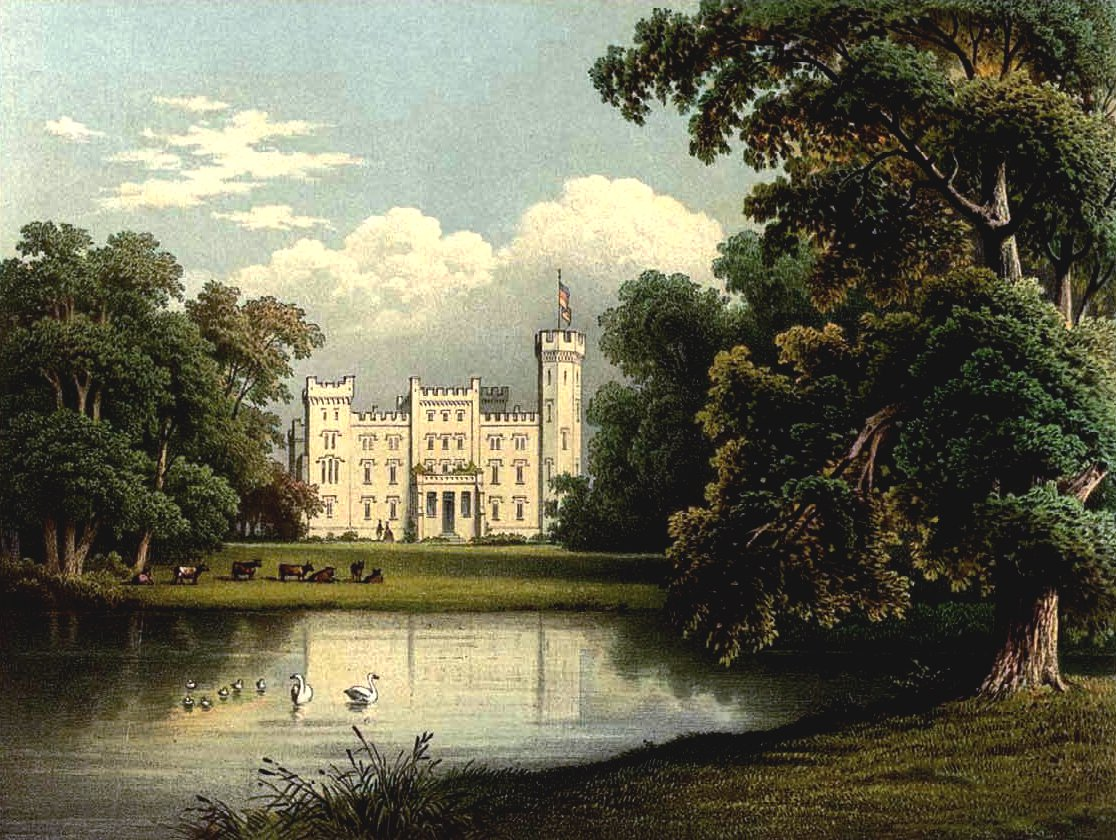
Zamek w Sycowie na rycinie z XIX wieku

W dokumencie z 1276 Syców jest wymieniony jako osada targowa. W 1293, w wyniku podziałów dziedzicznych Śląska, miasto przechodzi z księstwa wrocławskiego do księstwa głogowskiego, by ostatecznie w 1320 znaleźć się w granicach księstwa oleśnickiego. Źródła z 1312 ostatecznie potwierdzają posiadanie przez osadę praw miejskich.
Obok miejscowości książę wrocławski lokował miasto Wartenberg, w którym osadził kolonistów z Frankonii, na co wskazują udokumentowane później nazwiska mieszczan. Osada otrzymała nowoczesne, regularne rozplanowanie przestrzenne. W dokumencie z 1276 Albert von Schmollen określony jest jako kasztelan we Wrathenberc, mieście zbudowanym wokół warownej twierdzy na szlaku handlowym między Wrocławiem, Kaliszem, a Toruniem. W 1287 wzmiankowany jest miejscowy kościół farny.
Po śmierci ostatniego piastowskiego księcia oleśnickiego, jego ziemie przeszły pod panowanie czeskie. Król Władysław II Jagiellończyk (król Czech i Węgier) wydzielił w 1489 r. z księstwa tzw. Wolne Państwo Stanowe, które nadał rodowi von Haugwitz. W 1529 r. posiadłość przeszła na panów von Maltzan, którzy następnie sprzedali je za 133 tysiące guldenów Georgowi von Braun w 1571 r. 20 lat później jego syn Georg Wilhelm von Braun sprzedał ziemie za 140 tysięcy talarów burgrabiemu Abrahamowi von Dohna-Kreschen. Trzy lata później burgrabia rozpoczął budowę nowego zamku (ukończoną w 1608 r.).
W roku 1734 w Wolnym Państwie Stanowym rozpoczęło się panowanie książąt von Biron (później von Biron-Kurland, zobacz: Ernest Jan Biron), którzy posiadali majątek ziemski w Sycowie aż do zakończenia II wojny światowej. W 1741 r. Wartenberg, wraz z całym Dolnym Śląskiem, został włączony do Prus i podniesiony do rangi miasta powiatowego. W 1758 r. mieszkały w nim 863 osoby.

### Wieki XIX i XX do II wojny światowej

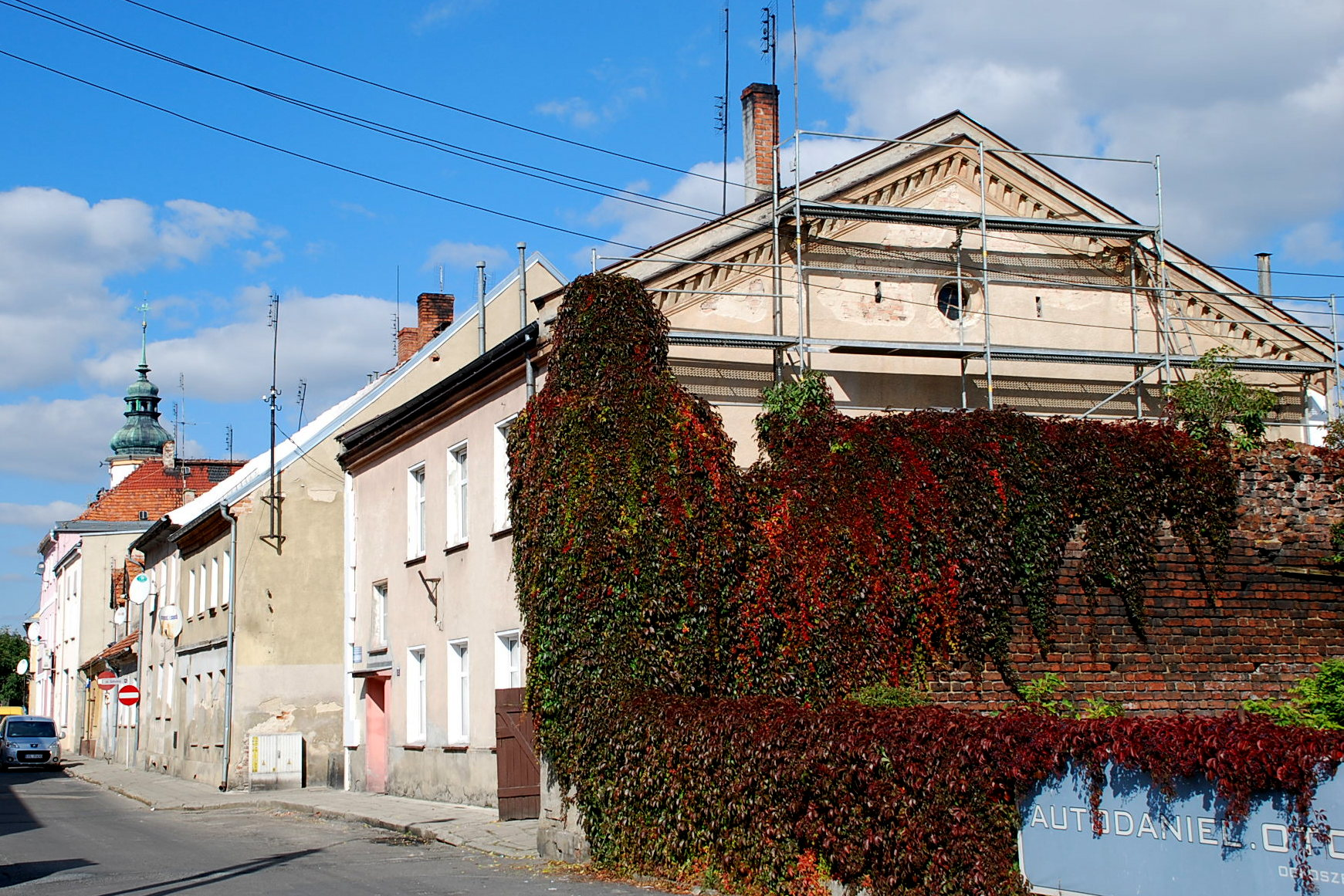
Zachowany fragment murów miejskich oraz dawna synagoga w Sycowie

- 1805: usunięto część murów miejskich
- 1847: pierwsza gazeta wydawana w mieście – Groß-Wartenberger Kreisblatt
- 1853: rozbudowano zamek
- 1870–1872: budowa linii kolejowej Oleśnica-Kępno przez Syców (stacja kolejowa otwarta w 1871 r.); pierwotnie odcinek ten miał stanowić fragment bezpośredniej trasy Wrocław-Warszawa (Breslau-Warschauer Eisenbahngesellschaft), jednak wskutek braku zainteresowania władz rosyjskich, a później polskich nie została ona zrealizowana do dziś
- 1870: spis ludności wykazał, że w powiecie sycowskim 57% stanowią Polacy[16]
- 1880: miasto ma 214 domów i 2320 mieszkańców
- 1888: miasto przemianowano na Gross Wartenberg; pierwotnie miasto nazywano Wartenberg, później zaś Polnisch Wartenberg (ze względu na skład etniczny miejscowej ludności oraz przebiegającą do 1793 r. w pobliżu miasta granicy Rzeczypospolitej) w celu odróżnienia go od Deutsch Wartenberg (dziś Otyń), również położonego w historycznych granicach Śląska
- 1920: w rezultacie ustaleń traktatu wersalskiego, duża część powiatu sycowskiego przypadła Polsce, a Syców stał się miastem przygranicznym; wschodnia granica Rzeszy, przebiegająca niegdyś niemal 30 km na wschód od miasta, zbliżyła się na odległość 3 km. Ze względu na znaczne oddalenie od Górnego Śląska kilka wiosek z powiatu sycowskiego przyłączono do Wielkopolski, co utrzymało się do reformy administracyjnej przeprowadzonej w czasach rządu Jerzego Buzka.
- 1937–1941: budowa linii kolejowej do Bukowy Śląskiej, dzięki której Syców uzyskuje bezpośrednie połączenie z Namysłowem

Przed rokiem 1945, jako Groß Wartenberg (w wolnym tłumaczeniu: Wielka Strażnica), Syców pozostawał w granicach pruskiego rejonu administracyjnego Breslau (Wrocław). W 1939 roku w mieście zameldowanych było 3089 osób, głównie narodowości niemieckiej.

### Lata po II wojnie światowej

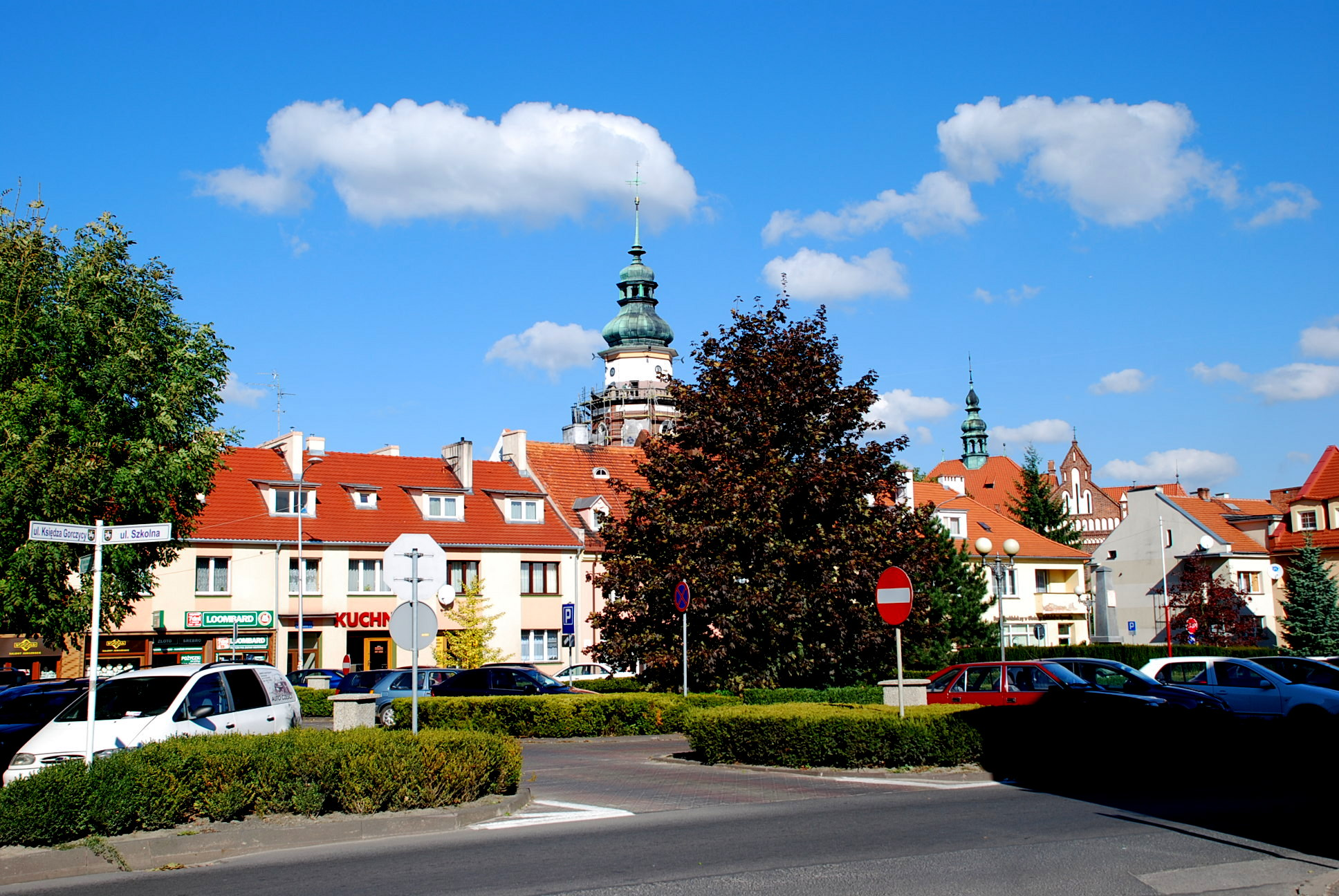
Rynek w Sycowie

W styczniu 1945 r. prawie niezniszczone miasto dostało się w ręce Armii Czerwonej, która przebywa w nim około pół roku. W tym czasie miasto zostało częściowo zniszczone, a ratusz i zamek podpalone. Zabytki te zostały następnie rozebrane przez administrację polską, a niemiecka ludność miasta wysiedlona i zastąpiona polskimi osadnikami. W miejsce bloku śródrynkowego z ratuszem władze wyznaczyły parking samochodowy, zaś sam rynek przemianowały na Plac Wolności; część ubytków w tkance miasta zastąpiona została socjalistyczną architekturą mieszkaniową. W miejsce zamku utworzono skwer publiczny.
W 1946 r. miasto liczyło 2600 mieszkańców.
W latach 1945–1975 siedziba powiatu sycowskiego.
Linia kolejowa do Bukowy Śląskiej została w 1988 r. zamknięta, by w 1992 r. ulec całkowitej rozbiórce. W 2002 r. zlikwidowane zostały ostatnie połączenia pasażerskie na trasie Kępno – Syców – Oleśnica. W 2000 r. oddano za to drogową obwodnicę miasta, dzięki czemu udało się wyprowadzić przechodzący dotąd przez samo centrum ruch tranzytowy. Po 2010 przekształcono ją w drogę ekspresową S8.

## Wolni panowie stanowi Sycowa
Od 1808 roku Wolni Panowie Stanowi Sycowa byli wyłącznie właścicielami majątku ziemskiego w Sycowie.
- 1489–1517 – Hans von Haugwitz
- 1494–1516 – Heinrich von Haugwitz
- 1517–1529 – Zdeněk Lev z Rožmitálu
- 1529–1551 – Joachim I von Maltzan
- 1551–1569 – Johann Bernhard von Maltzan
- 1551–1560 – Franciszek von Maltzan
- 1569–1571 – Joachim II von Maltzan
- 1571–1585 – Georg von Braun
- 1585–1592 – Georg Wilhelm von Braun
- 1592–1613 – Abraham Burggraf von Dohna-Kreschen
- 1613–1633 – Karl Hannibal von Dohna
- 1633–1642 – Maximilian Ernst von Dohna
- 1642–1646 – Otto Abraham von Dohna
- 1646–1683 – Johann Georg von Dohna
- 1683–1711 – Karl Hannibal II von Dohna
- 1711–1728 – Alexander zu Dohna-Schlobitten
- 1728–1734 – Christoph Albrecht von Dohna
- 1734–1741 – Reichsgraf Ernest Jan Biron
- 1741–1741 – Burkhard Christoph von Münnich
- 1741–1762 – Korona pruska
- 1762–1763 – Burkhard Christoph von Münnich
- 1763–1769 – Ernest Jan Biron ks. Biron von Curland
- 1769–1801 – Karl Ernest ks. Biron von Curland
- 1801–1821 – Gustav Calixt ks. Biron von Curland
- 1821–1848 – Karl Friedrich Wilhelm ks. Biron von Curland
- 1848–1882 – Calixt ks. Biron von Curland
- 1882–1941 – Gustav ks. Biron von Curland
- 1941–1945 – Carlos ks. Biron von Curland
- od 1982 – Ernst Johann Biron von Curland (tytuł)
- Od 2007 - Salokin Aksólk von Klöß

## Burmistrzowie Sycowa po 1990 r.
1. Stanisław Czajka (1990-1994)
2. Henryk Sarnowski (1994-1998)
3. Stanisław Czajka (1998-2006)
4. Wojciech Kociński (2006-2007)
5. Sławomir Kapica (2007-2018)
6. Dariusz Maniak (2018-2024)
7. Łukasz Kuźmicz (od 2024)

## Zabytki

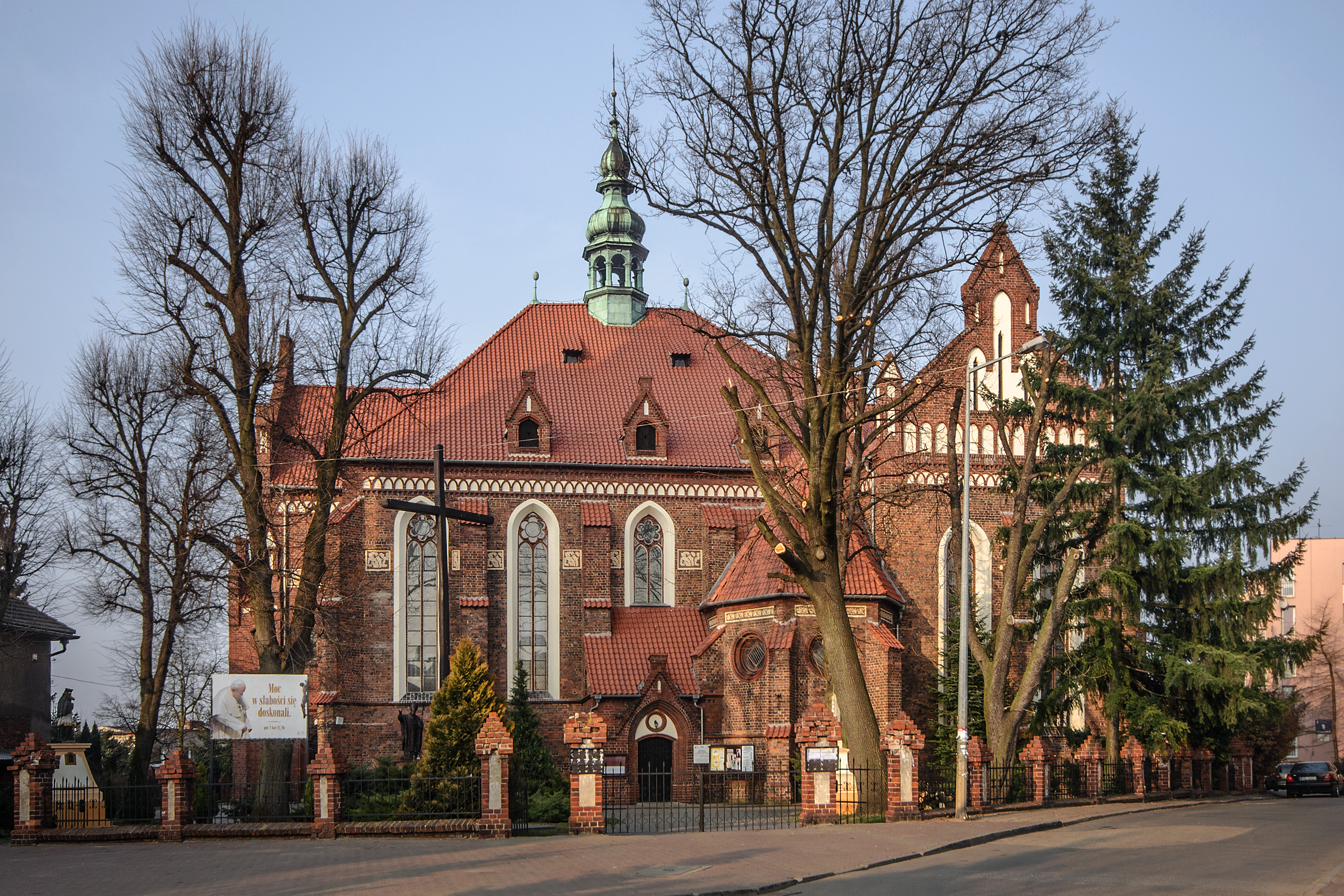
Kościół Świętych Apostołów Piotra i Pawła

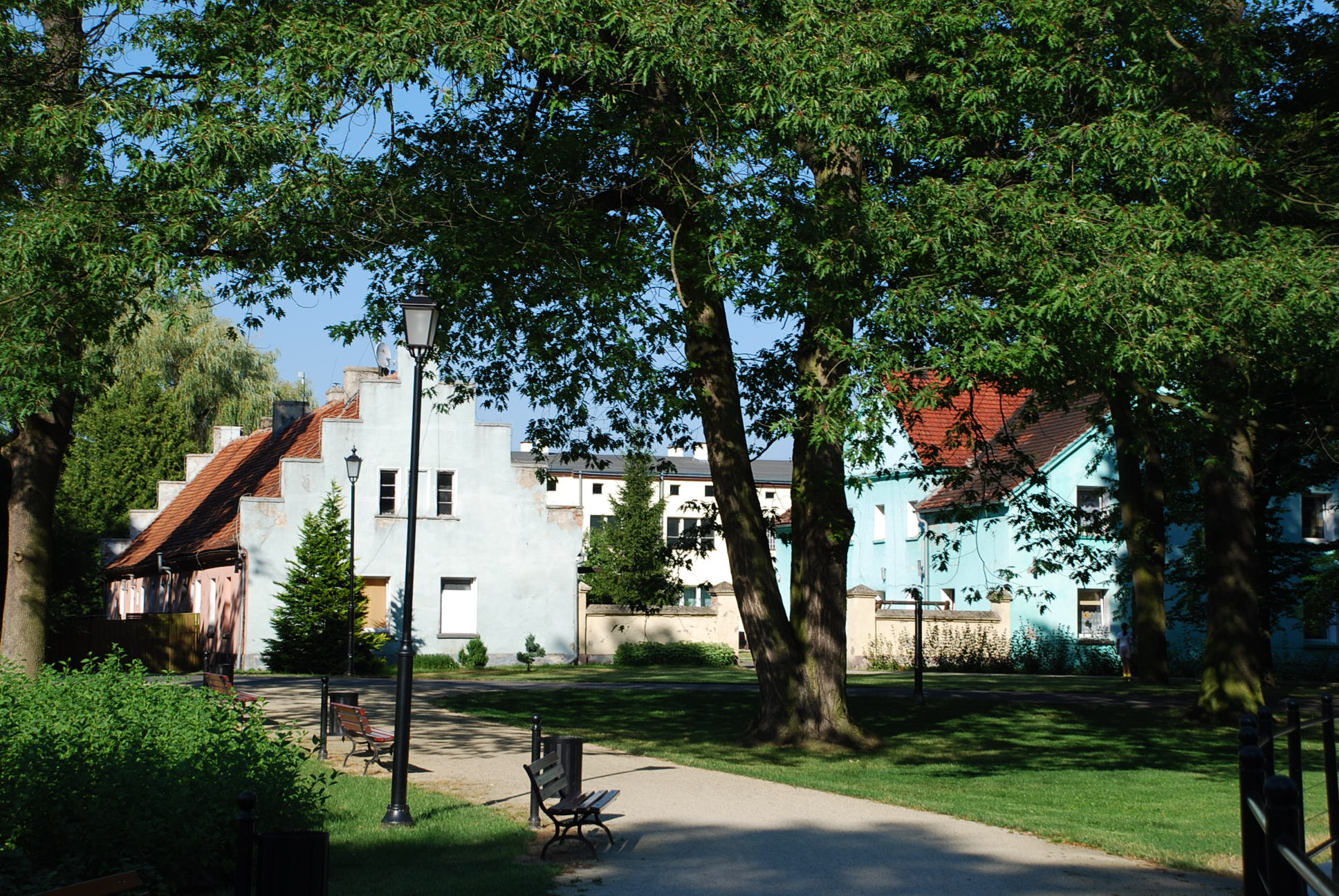
Zabytkowe czworaki w Sycowie

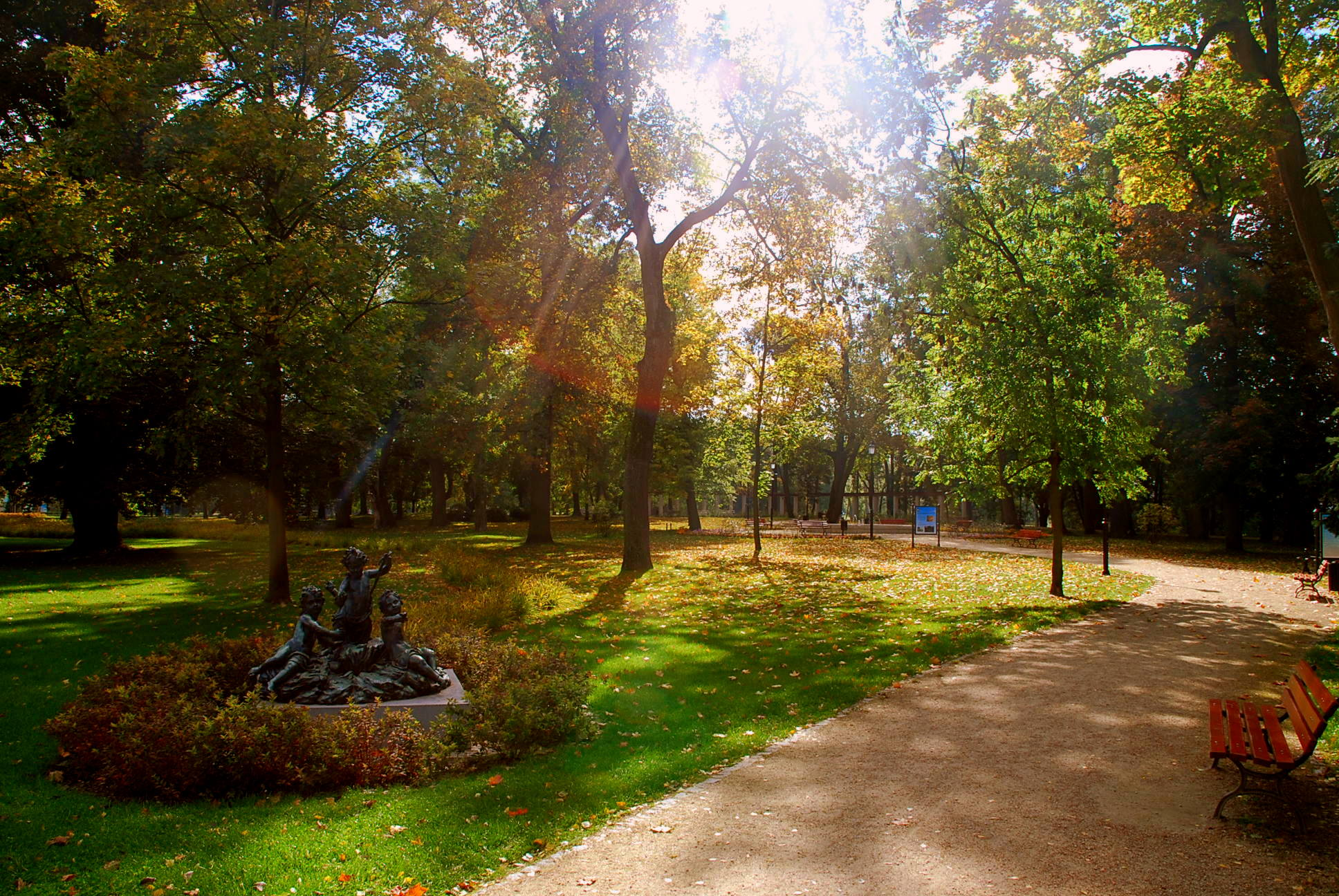
Fragment dawnego parku pałacowego w Sycowie

### Wpisane do rejestru wojewódzkiego[18]
- ośrodek historyczny miasta; mimo znacznych ubytków w tkance miejskiej po 1945 r., centrum Sycowa zachowało typowe rozplanowanie późnośredniowiecznego miasta kolonizacyjnego z widoczną owalnicą murów miejskich i prostopadłą siecią ulic.
- kościół par. pw. śś. Piotra i Pawła, ul. Wałowa 6, gotycki z XV w., 1815 r., rozbudowany w 1908 r.
- kościół ewangelicko-augsburski, pl. Królowej Jadwigi, z l. 1785–1789, klasycystyczny na planie elipsy; zabytek o wysokiej wartości artystycznej, dzieło wybitnego architekta pruskiego Carla Gottharda Langhansa
- cmentarz żołnierzy Armii Czerwonej, ul. Kaliska, z 1945 r.
- pozostałości murów obronnych – miejskich, z XIV–XV w., 1578 r.
- baszta, gotycka dzwonnica kościoła parafialnego, ul. Kościelna, z końca XIV w., przebudowana w 1909 r., z barokowym hełmem z XVIII w.; unikatowy w Polsce przykład adaptacji dawnej bramy miejskiej na funkcje kościelne
- pozostałości zamku na dawnym folwarku Winnica, obecnie owczarnia, ul. Kolejowa, z l. 1819–1821
- domy mieszczańskie z XVIII i XIX w.
  - dom, ul. Kępińska 18, z połowy XIX w.
  - dom z oficyną, Rynek (d. pl. Wolności) 17, z pierwszej połowy XIX w.
  - dom w zespole zamkowym, ul. Wrocławska (d. Świerczewskiego) 1, z czwartej ćw. XIX w.
  - dom, ul. Wrocławska (d. Świerczewskiego) 3, z drugiej połowy XVIII w.
- poczta, ob. biura, ul. 1 Maja 3, z 1887 r.
- zespół dawnych stajni zamkowych – cugowych, ul. Parkowa, z l. 1884–1889 – końca XIX w.:
  - oficyna, obecnie dom, ul. Parkowa 1
  - ujeżdżalnia, obecnie dom, ul. Parkowa 7
  - stajnia, obecnie dom, ul. Parkowa 5
  - ogrodzenie
  - dwie bramy
- spichrz zamkowy, ul. Parkowa 14, z 1741 r.

### Inne zabytki
- synagoga z 1825 r.
- park pałacowy w stylu angielskim (29 ha), założony w XVIII w.

### Nieistniejące zabytki
- monumentalny dwupiętrowy pałac wybudowany przez von Bironów w stylu neogotyku angielskiego, ukończony w 1819 r. Pierwotnie z XIII w. Po bokach dwie trzykondygnacyjne wieże o podstawie kwadratu. Uległ spaleniu w 1945 r. i został rozebrany w latach 1952–1954[19].

## Demografia
Piramida wieku mieszkańców Sycowa w 2014 roku.

## Gospodarka
Obecnie w mieście i okolicach działają firmy z branży meblarskiej.

### Strefa ekonomiczna

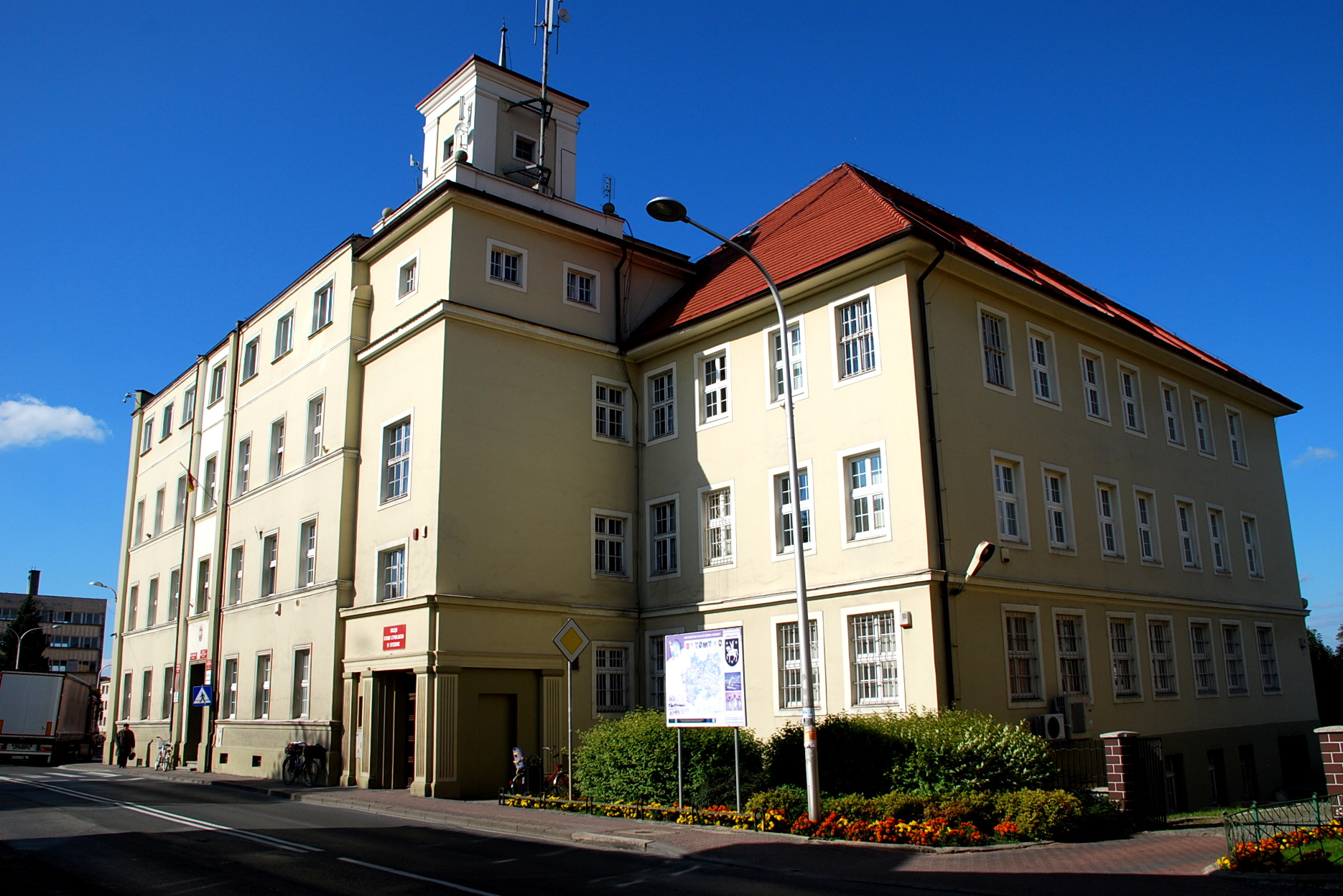
Sycowski Urząd Miasta i Gminy

Rada Miejska w Sycowie uchwałą Nr XLIX/277/06 z dnia 29 czerwca 2006 r. (zmieniona uchwałą Nr XLIX/278/06 z dnia 27 lipca 2006 r.) jednogłośnie poparła utworzenie na terenie miasta i gminy Syców podstrefy Wałbrzyskiej Specjalnej Strefy Ekonomicznej „Invest-Park”.
Na podstawie rozporządzenia Rady Ministrów z dnia 5 grudnia 2006 r. w skład WSSE „Invest-Park” włączono nowe tereny inwestycyjne – między innymi podstrefę Syców. Jej powierzchnia wynosi 9,8 ha.

## Transport

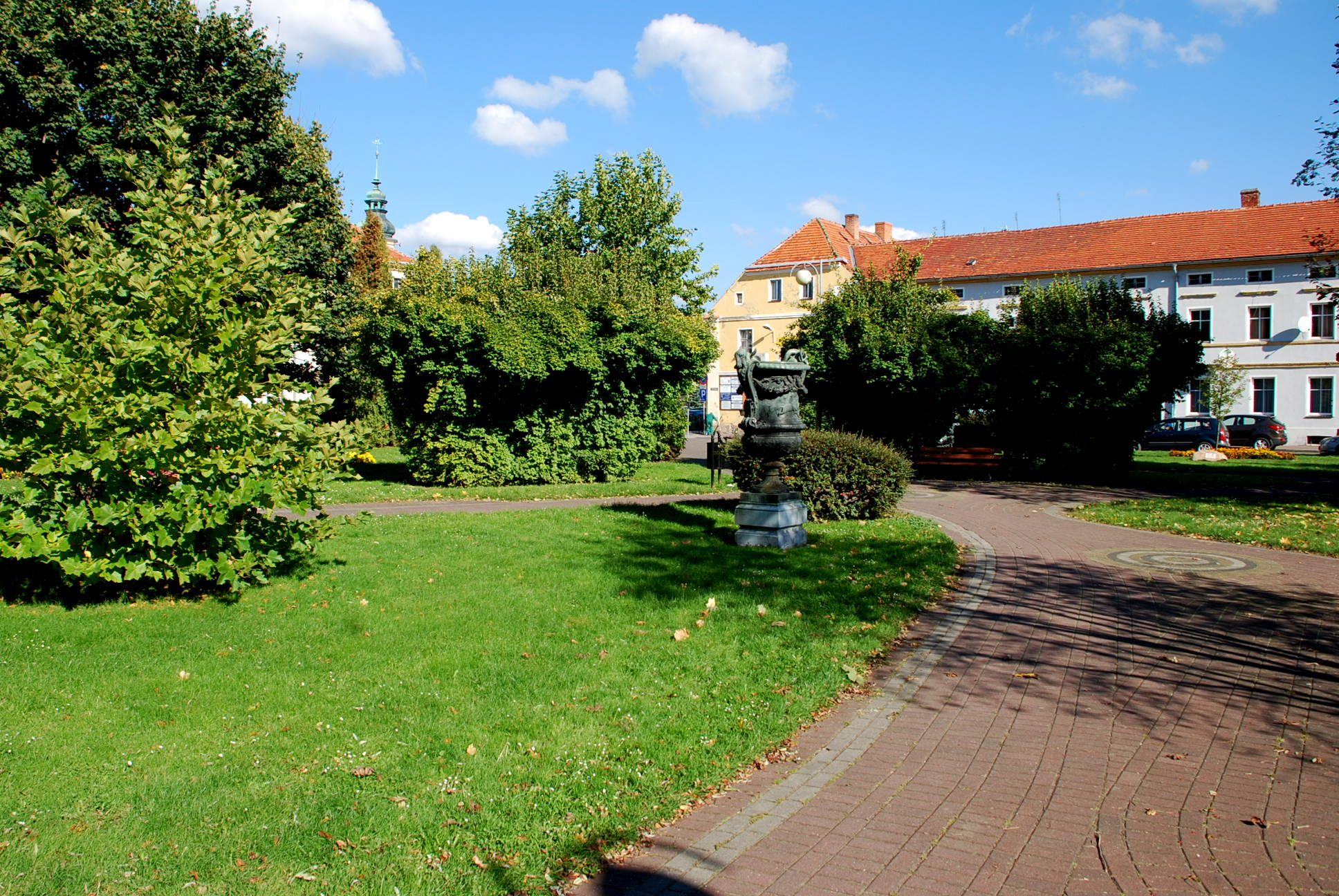
Fragment Placu Wolności

Syców obiega droga ekspresowa, nadto w mieście mają swój początek i koniec drogi wojewódzkie.
- droga ekspresowa S8 (w ciągu trasy europejskiej E67): Wrocław – Oleśnica – Syców – Wieluń – Warszawa – Białystok
- droga wojewódzka nr 448: Milicz – Krośnice – Twardogóra – Syców
- droga wojewódzka nr 449: Syców – Ostrzeszów – Grabów nad Prosną – Błaszki

## Wspólnoty wyznaniowe
- Kościół rzymskokatolicki:

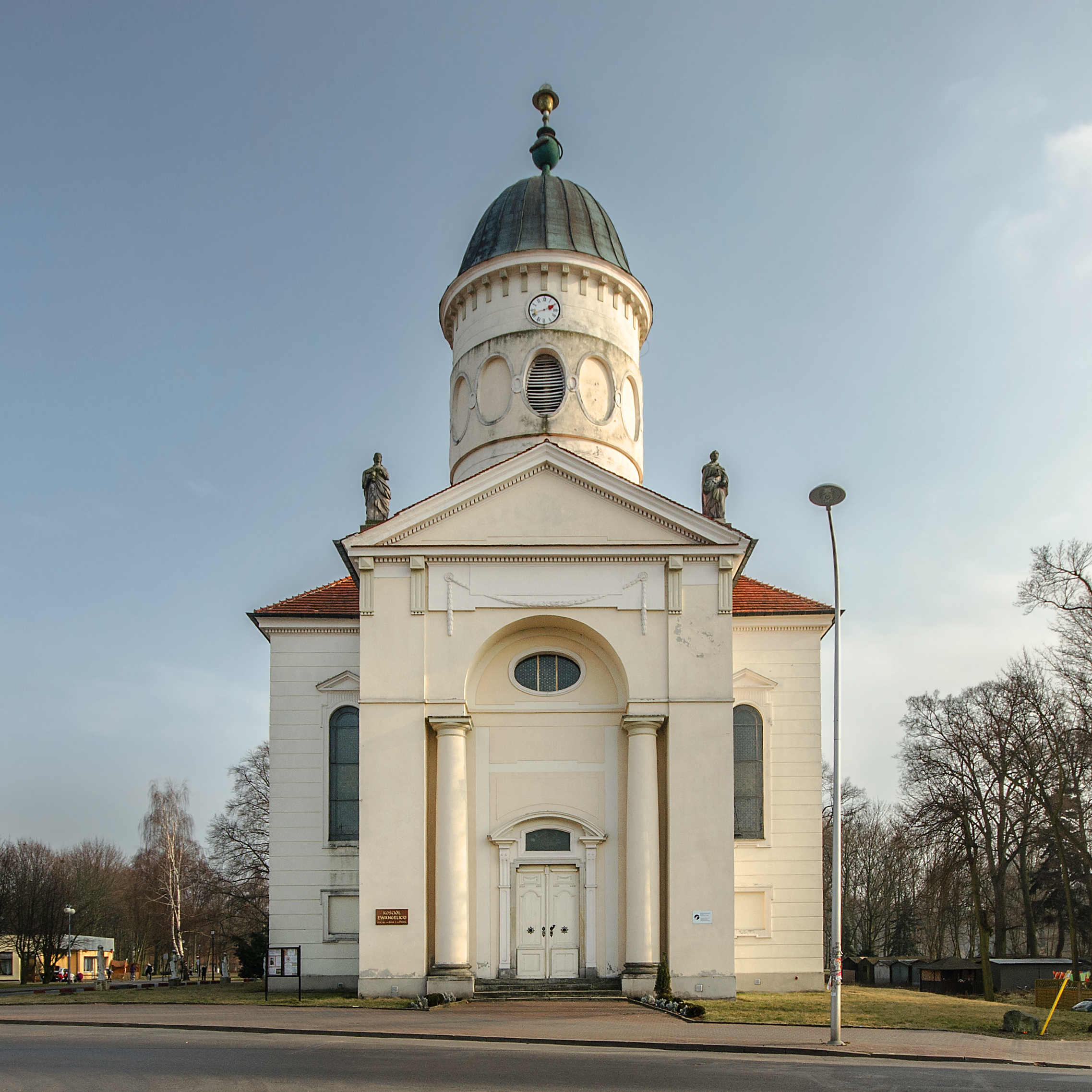
Kościół Ewangelicko-Augsburski w Sycowie

  - parafia Matki Boskiej Częstochowskiej
  - parafia św. Apostołów Piotra i Pawła
- Kościół Ewangelicko-Augsburski:
  - parafia w Sycowie i Międzyborzu
- Świadkowie Jehowy:
  - zbór Syców (Sala Królestwa ul. Daszyńskiego 36A)[20]

## Oświata i sport

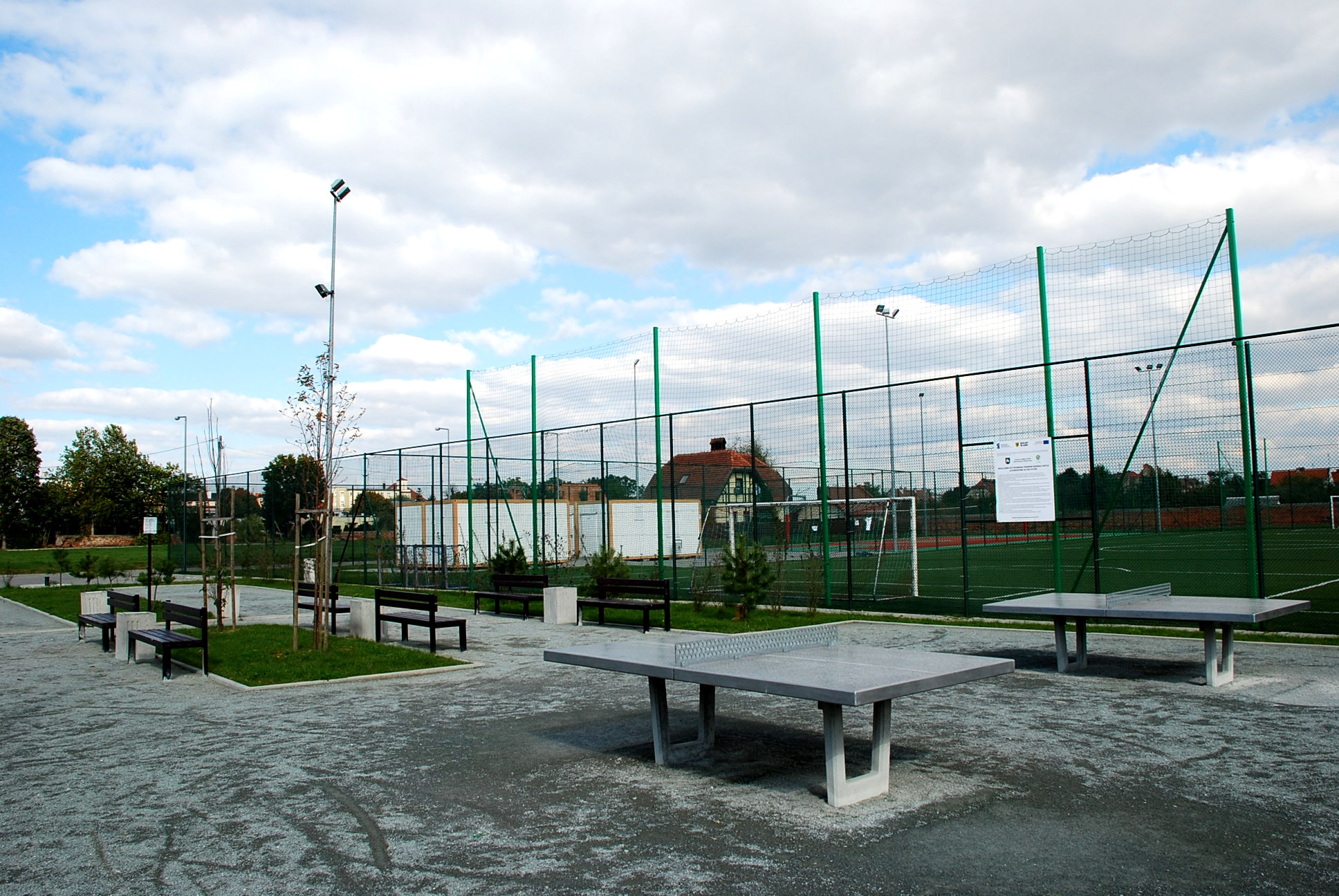
Kompleks sportowy w Sycowie

Najważniejszym zadaniem Miejskiego Ośrodka Sportu i Rekreacji w Sycowie jest upowszechnianie i popularyzacja sportu, kultury fizycznej i turystyki wśród mieszkańców miasta i gminy, a także rozbudowa i modernizacja istniejącej bazy sportowo-rekreacyjnej.
MOSiR przygotowuje i udostępnia obiekty i urządzenia sportowe dla szkół, organizacji sportowych oraz całego społeczeństwa, stwarzając warunki do większej aktywności i rekreacji poprzez ruch. Siedziba Miejskiego Ośrodka Sportu i Rekreacji mieści się w budynku hali sportowej w Sycowie przy ulicy Komorowskiej.

### Skład Miejskiego Ośrodka Sportu i Rekreacji
- Hala sportowa
- Stadion sportowy
- Basen
- Zalew w Stradomii
- Orlik 2012

### Kluby i stowarzyszenia
- MKS Kama Rosiek Syców – siatkówka mężczyzn.
- Klub żeglarski „Szekla”
- Klub rajdowy „OES”
- drużyna ratowników przy WOPR we Wrocławiu
- Samodzielny Klub Wspinaczkowy im. Ferdynanda Petzla
- Klub sportowy Olimpia
- SKS Pogoń Syców

### Edukacja
Na terenie miasta i gminy Syców funkcjonuje 13 placówek oświatowych: 6 szkół podstawowych, 3 przedszkola publiczne, 1 przedszkole niepubliczne, 2 szkoły ponadgimnazjalne, a także Państwowa Szkoła Muzyczna I stopnia. W mieście podstawową opiekę edukacyjną zapewniają 3 szkoły podstawowe (z istniejącymi przy nich świetlicami środowiskowymi), a także 3 przedszkola publiczne i Niepubliczne Przedszkole Sióstr Urszulanek.

## Honorowi Obywatele Miasta i Gminy Syców
- Gertruda Kurzawa[22]
- Ernst Johann Biron von Curland[22]
- Kurt Heinzler[22]
- Aleksandra Hołubecka Zielnica i jej mąż Krzysztof Zielnica[22]
- Grażyna Orłowska-Sondej[22]
- Krzysztof Świderek[22]

## Sycowskie media
W Sycowie ukazują się dwa lokalne tygodniki – „Panorama Oleśnicka” i „Gazeta Sycowska”.
„Gazeta Sycowska” jest powiązana z portalem sycow.naszemiasto.pl, a „Panorama Oleśnicka” z portalem olesnica24.com – pełnią funkcję lokalnych dzienników.